# Pădurea de stejar pufos de la Petiș
Pădurea de stejar pufos de la Petiș este un sit de importanță comunitară (SCI) desemnat în scopul protejării biodiversității și menținerii într-o stare de conservare favorabilă a florei spontane și faunei sălbatice, precum și a habitatelor naturale de interes comunitar aflate în arealul zonei protejate. Acesta este situat în județul Sibiu, pe teritoriul administrativ al comunei Șeica Mare.

## Localizare
Aria naturală  se află în partea central-vestică a județului Sibiu, pe teritoriul nord-vestic al satului Petiș, în apropiere de drumul național  DN14, care leagă municipiul Sibiu de orașul Copșa Mică.

## Descriere
Zona a fost declarată sit de importanță comunitară prin Ordinul Ministerului Mediului și Dezvoltării Durabile Nr.1964 din 13 decembrie 2007 (privind instituirea regimului de arie naturală protejată a siturilor de importanță comunitară, ca parte integrantă a rețelei ecologice europene Natura 2000 în România) și se întinde pe o suprafață de 92,7 hectare. Situl Pădurea de stejar pufos de la Petiș a fost protejat și ca arie specială de conservare în mai 2022.
Aria protejată reprezintă o zonă împădurită (încadrată în bioregiune continentală) aflată în partea sudică a Podișului Târnavelor (subunitate geomorfologică a Depresiunii Transilvaniei) ce adăpostește mai multe specii arboricole de stejar pufos Quercus pubescens, carpen Carpinus betulus și fag Fagus sylvatica). 
Situl a fost desemnat în scopul conservării a trei tipuri de habitate de interes comunitar: Păduri de fag de tip Asperulo-Fagetum, Păduri de stejar cu carpen de tip Galio-Carpinetum și Vegetație forestieră panonică cu Quercus pubescens.

## Căi de acces
- Drumul național DN14 pe ruta: Sibiu - Șura Mare - Slimnic - Șeica - drumul județean DJ141A spre Boarta - Petiș.

## Atracții turistice
În vecinătatea sitului se află mai multe obiective de interes turistic (lăcașuri de cult, monumente istorice); astfel:

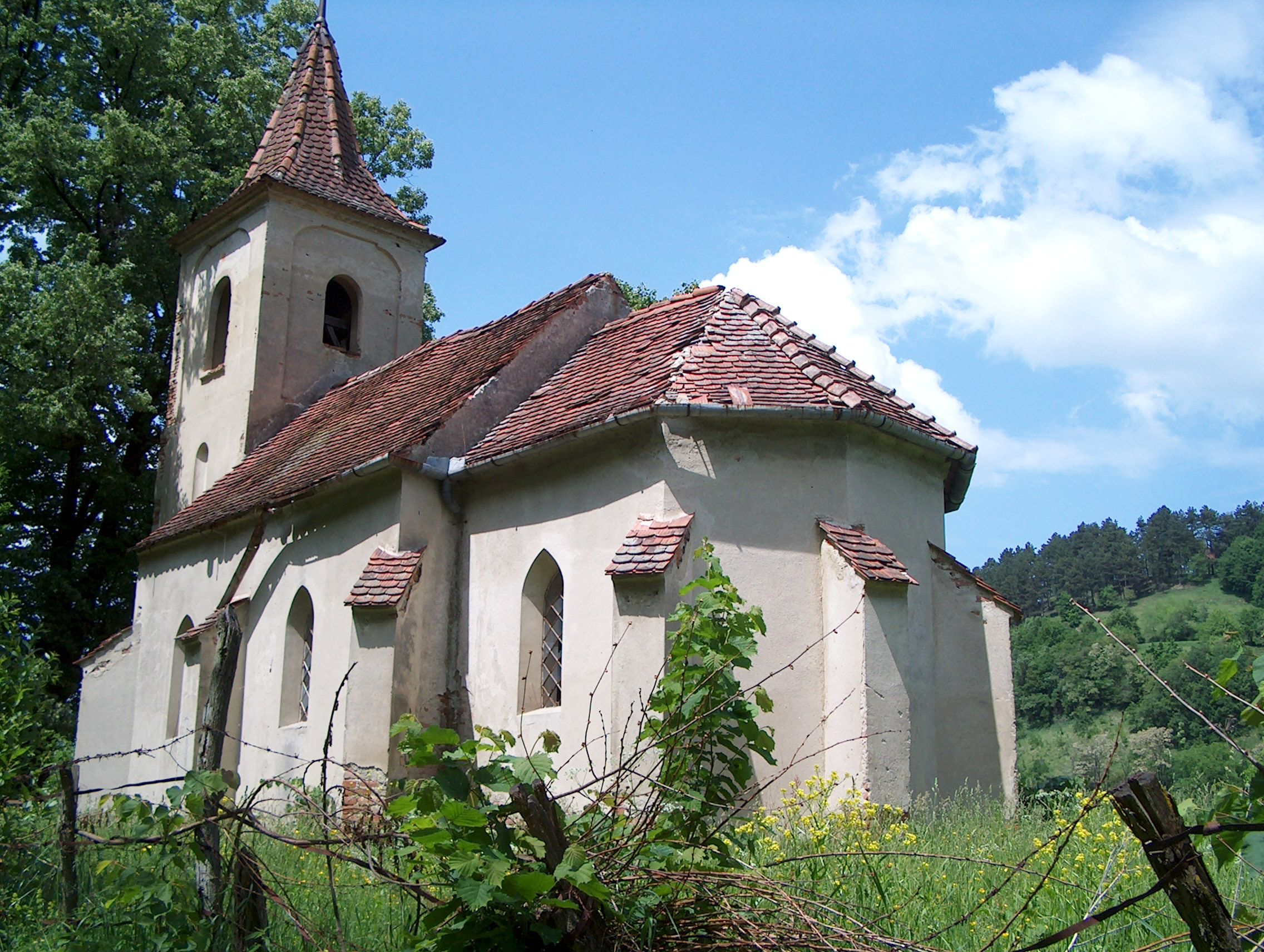
Biserica evanghelică-luterană din satul Mighindoala

- Biserica ortodoxă din satul Șeica Mare
- Biserica evanghelică-luterană din Șeica Mare, construcție secolul al XIV-lea
- Biserica evanghelică-luterană din satul Buia, construcție secolul al XV-lea
- Biserica evanghelică-luterană din satul Mighindoala, reconstruită în 1914
- Castelul Buia, construcție secolul al XIV-lea
- Castelul Tobias din satul Boarta
- Monumentul Eroilor din satul Șeica Mare